# Julie-Anne White
Pour les articles homonymes, voir White.
Julie-Anne White née le 10 avril 1962 à Birmingham en Angleterre, est une triathlète professionnelle canadienne, multiple vainqueur sur distance Ironman.

## Palmarès en triathlon et duathlon
Le tableau présente les résultats les plus significatifs (podium) obtenus sur le circuit international de triathlon et de duathlon depuis 1987,.
| Année | Compétition                                  | Pays             | Position           | Temps           |
| ----- | -------------------------------------------- | ---------------- | ------------------ | --------------- |
| 1993  | Powerman Duathlon                            | Suisse           | Médaille de bronze | 7 h 21 min 31 s |
| 1993  | Ironman Nouvelle-Zélande                     | Nouvelle-Zélande | Médaille d'or      | 9 h 38 min 39 s |
| 1992  | Ironman - Championnat du monde à Kailua-Kona | États-Unis       | Médaille d'argent  | 9 h 21 min 40 s |
| 1992  | Ironman Canada                               | Canada           | Médaille d'or      | 9 h 8 min 15 s  |
| 1992  | Ironman Nouvelle-Zélande                     | Nouvelle-Zélande | Médaille de bronze | 10 h 0 min 46 s |
| 1991  | Ironman Canada                               | Canada           | Médaille d'argent  | Timing          |
| 1989  | Ironman Canada                               | Canada           | Médaille d'or      | 10 h 1 min 1 s  |
| 1987  | Ironman Canada                               | Canada           | Médaille d'argent  | Timing          |

## Palmarès en marathon
- 2003 : Big Sur International Marathon (2 h 51 min 10 s - Californie)[4]
- 2002 : Big Sur International Marathon (2 h 47 min 11 s - Californie)[4]